# Ravil Yusipov
Ravil Rinatovich Yusipov (tiếng Nga: Равиль Ринатович Юсипов; sinh ngày 30 tháng 4 năm 1995) là một cầu thủ bóng đá người Nga. Anh thi đấu cho FC Znamya Truda Orekhovo-Zuyevo.

## Sự nghiệp câu lạc bộ
Anh có màn ra mắt tại Giải bóng đá chuyên nghiệp quốc gia Nga cho FC Domodedovo Moskva vào ngày 24 tháng 4 năm 2015 trong trận đấu với FC Solyaris Moskva.